# Пибоди (Масачусетс)
Пибоди (енгл. Peabody) град је у америчкој савезној држави Масачусетс. По попису становништва из 2010. у њему је живело 51.251 становника.

## Демографија
Према попису становништва из 2010. у граду је живело 51.251 становника, што је 3.122 (6,5%) становника више него 2000. године.
| Група             | 2000.          | 2010.          |
| Белци             | 44.466 (92,4%) | 44.934 (87,7%) |
| Афроамериканци    | 466 (1,0%)     | 1.206 (2,4%)   |
| Азијати           | 667 (1,4%)     | 956 (1,9%)     |
| Хиспаноамериканци | 1.651 (3,4%)   | 3.212 (6,3%)   |
| Укупно            | 48.129         | 51.251         |